# 르파임 골짜기 전투
르파임 골짜기 전투는 다윗이 직접 나가 치른 세 번째 대전투로 이 전투에서 블레셋을 무찌르고 연합 이스라엘 왕국에 대한 자신의 왕권을 확보하고 강화했으며 모든 유다와 이스라엘의 왕으로 즉위했다.

## 배경
다윗은 기브온 전투에서 경쟁자 이스보셋을 무찌르고 몇 년간의 분열기를 끝내고 온 이스라엘의 임금으로 즉위했으며 예루살렘 전투에서는 여부스족들을 무찌르고 예루살렘을 수도이자 중심지로 정했다.
이에 자극받은 이웃 나라 블레셋족들은 다윗을 잡기 위해 온 군사를 모아 대군을 이끌고 이스라엘을 침공했다.

## 전투 과정
다윗은 블레셋족들이 쳐들어온다는 소식을 듣자 산성으로 내려갔다. 그때 블레셋족들이 르파임 골짜기에 도착해 널리 퍼져있다는 소식을 듣고 하느님께 기도해 여쭈었다.
그러자 하느님이 승리를 약속하셨고 다윗의 군대는 바알 프라침으로 쳐들어가 블세셋족들을 쳐부수었다. 그리고 다윗은 블레셋족들이 버리고 간 그들의 우상을 모두 부수었다.
블레셋의 2차 군대가 올라와 다시 르파임 골짜기 일대를 점령하고 널리 퍼지자 하느님에게 다시 기도하여 블레셋족들의 뒤를 돌아 발삼 향나무 숲 맞은쪽에서 기습하여 적들을 크게 무찔렀다.
또한 다윗의 군대는 게바에서 게제르까지의 블레셋족들을 쳤고 이후 영원히 블레셋족들은 이스라엘을 넘보지도, 침공하지도 못했다.

## 일화
수확 철, 30인 부대의 우두머리 가운데 3명이 아둘람 동굴에 있던 다윗에게 내려갔는데 르파임 골짜기에 주둔하고 있던 블레셋 군대 한 무리를 보게 되었다. 그때 다윗이 산성에서 블레셋족들이 지키고 있는 베들레헴 성문 곁에 있는 저수지 물을 마시고 싶다고 중얼거렸다. 그러자 그 용사 3명은 블레셋족들의 진영을 뚫고 베들레헴 성문 곁 저수지물을 떠 다윗에게 가져왔다.
그러나 다윗은 그 물이 목숨을 걸고 가져온 그 세 용사의 피라 하며 마시기를 거부했다고 한다.